# Eolo (azienda)

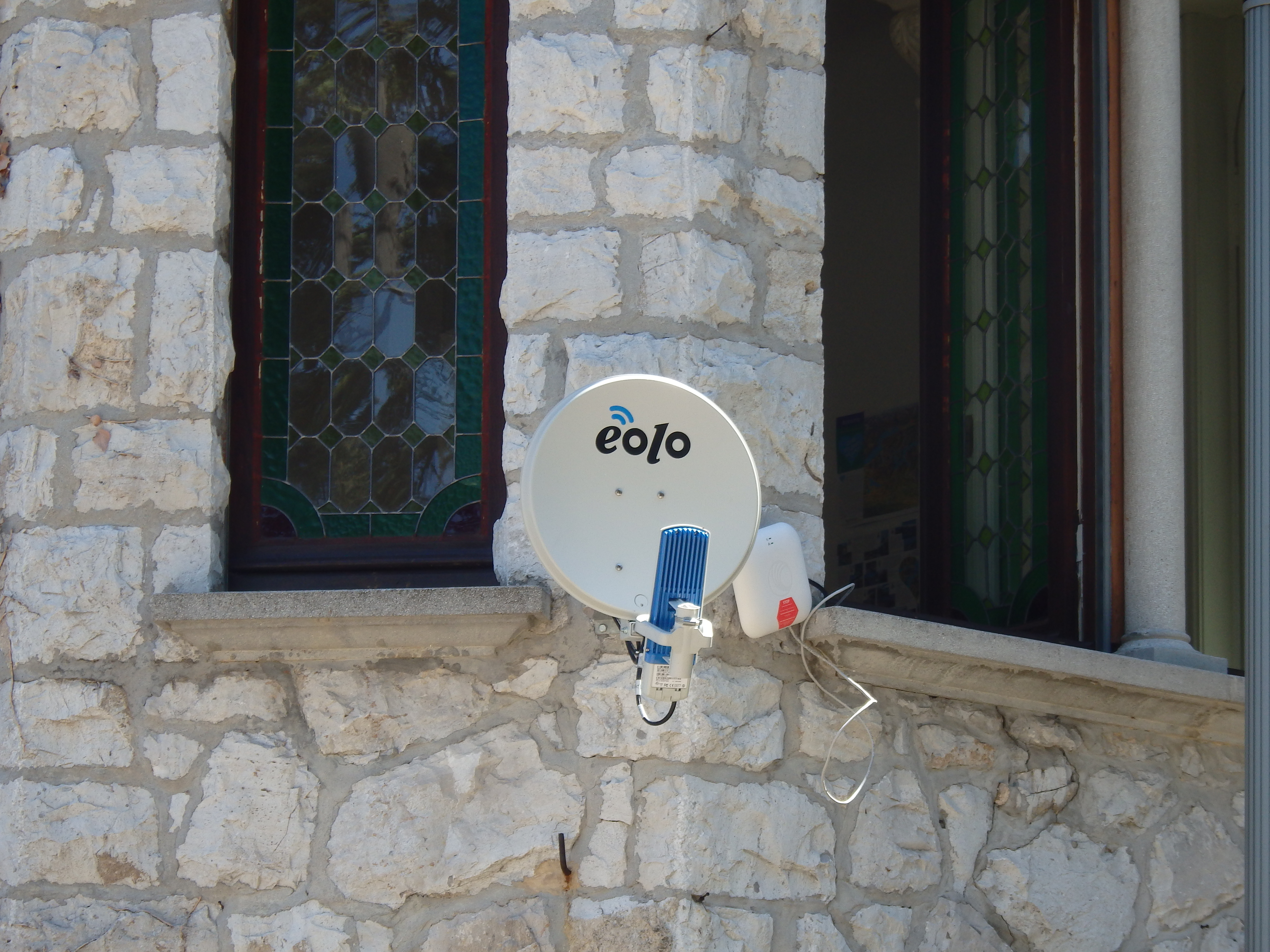
Attrezzatura Eolo

Eolo SpA è una società di telecomunicazioni italiana e fornitore di servizi internet con sede a Busto Arsizio.
Nata nel 1999 come NGI SpA, era inizialmente un'azienda legata al mondo dei videogiochi online; attualmente si occupa di servizi di connettività wireless. Altri servizi offerti sono la fibra ottica, la connettività ADSL e HDSL (Formula) e i servizi di virtual machine (Virtuo).

## Storia
NGI (sigla di Net Gamers Italia) nasce nel dicembre del 1999 in provincia di Varese, con l'obiettivo di diventare il principale portale italiano dedicato ai videogiochi. In quegli anni, infatti, cominciava a diffondersi anche in Italia l'abitudine di giocare online, utilizzando una connessione a internet.
Oltre a favorire l'utilizzo dei videogiochi via internet, nel 2000 NGI porta in Italia anche i primi campionati italiani di gaming on line, denominati inizialmente ILP: Italian Lan Party e in seguito NGI.LAN.
Nel 2006 il fondatore dell'azienda, Luca Spada, crea un servizio di accesso a internet a banda larga wireless, commercializzato come Eolo dal 2007. Il servizio, nel 2017, è disponibile in tredici regioni italiane: Abruzzo, Emilia-Romagna, Friuli-Venezia Giulia, Lazio, Liguria, Lombardia, Umbria, Marche, Piemonte, Toscana, Trentino-Alto Adige, Valle d'Aosta e Veneto.
L'infrastruttura iniziale fu basata sulle torri televisive liberate dall'adozione della televisione digitale terrestre in Italia, utili a coprire aree a fallimento di mercato quali le valli alpine. L’offerta si concentra fin dagli esordi sul servizio di connessione internet a banda larga via radio, con l’obiettivo di fornire servizi di connettività ultra veloce nelle zone a bassa densità abitativa, non coperte dai servizi tradizionali. La sua rete FWA è attualmente la più estesa in Italia e tra le principali reti wireless fisse al mondo.

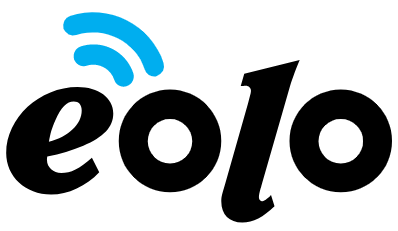
Logo precedente di Eolo

Nel 2016, NGI SpA diventa Eolo SpA, con azionisti il fondatore Luca Spada (per il 55%) e il Gruppo Elmec (per il restante 45%).
Nel 2017 ha acquisito frequenze a 28 GHz funzionali al 5G.
Il 22 dicembre 2017 il 49% del capitale viene rilevato dal fondo di investimento americano SearchLight Capital Partners,  attivo nel settore delle telecomunicazioni; il 51% del capitale rimane invece controllato da Luca Spada e dal Gruppo Elmec.
Nel 2018 è stata inaugurata la nuova sede ampia 17.000 metri quadri a Busto Arsizio, dove l'azienda si era già trasferita in precedenza; essa comprende un centro logistico e un laboratorio da circa 3.000 metri quadrati.
Nel 2020 l'azienda annuncia un piano di investimenti di 150 milioni di euro per potenziale la connessione a banda larga dei comuni di piccole dimensioni.
Nel 2021 viene annunciata la cessione del 75% del capitale sociale al fondo svizzero Partner Group.
Nel 2022 vengono nominati Daniela Daverio e Guido Garrone rispettivamente co-ceo delle divisioni Service e Network dell'azienda, mentre Luca Spada diventa Presidente.
Nel 2023 le due divisioni vengono riunite e viene nominato Amministratore Delegato Guido Garrone.

## Controversie
Il 27 novembre 2018 l'AD Luca Spada viene arrestato con le accuse di truffa ai danni dello Stato, furto di radiofrequenze e turbata libertà di esercizio, e altri 5 manager dell'azienda vengono posti sotto indagine per il presunto utilizzo illecito di frequenze non ancora assegnate dal Ministero dello Sviluppo Economico; Spada (presto scarcerato) e l'azienda respingono ogni addebito, sostenendo di avere svolto tutte le attività nel rispetto della legge. Il caso per turbata libertà di esercizio viene archiviato dal Tribunale di Busto Arsizio il 19 novembre 2019 per "insussistenza del fatto". A gennaio 2021 viene chiesta l'archiviazione anche per le ipotesi di furto e truffa al Tribunale di Busto Arsizio.